# Stefan Ilsanker
Stefan Ilsanker, né le 18 mai 1989 à Hallein, est un joueur de football international autrichien évoluant au poste de milieu défensif.

## Palmarès
- Champion d'Autriche en 2014 et 2015 avec le Red Bull Salzbourg
- Vainqueur de la Coupe d'Autriche en 2014 avec le Red Bull Salzbourg
- Vice Champion d'Allemagne en 2017 avec Leipzig

## Liens externes

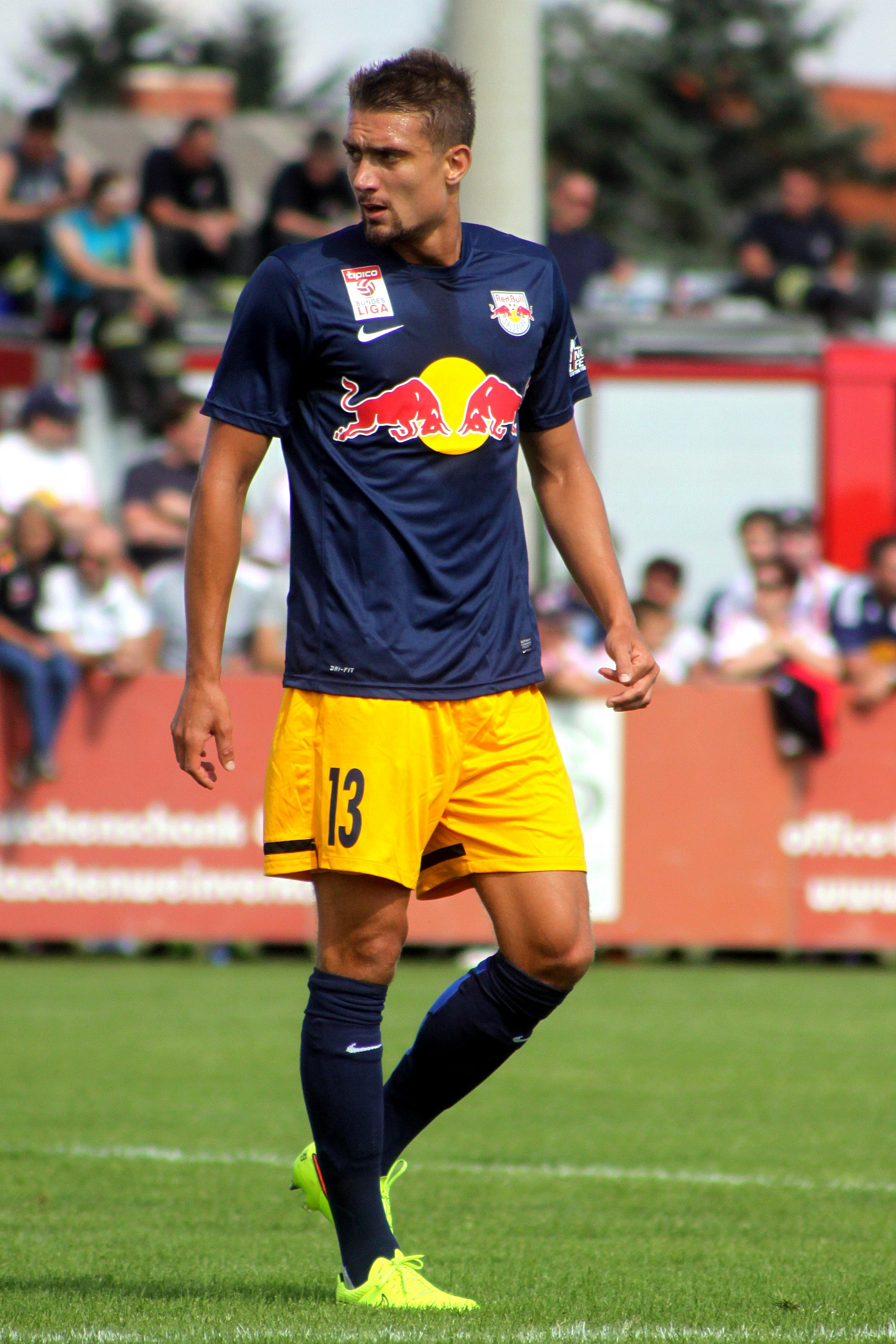
Stefan Ilsanker